# Massimo Girotti
Massimo Girotti (ur. 18 maja 1918 w Mogliano, zm. 5 stycznia 2003 w Rzymie) – włoski aktor filmowy i teatralny, także piłkarz wodny, nazywany „włoskim Paulem Newmanem”. Przez siedem dekad był uznany przez publiczność i krytyków. 

## Życiorys

### Wczesne lata
Był studentem wydziału prawa, z atletyczną budową ciała, kiedy został mistrzem pływania, ale równolegle sprawdzał się w innych dyscyplinach sportowych takich jako wioślarstwo, narciarstwo i jazda konna. Lecz jednak szczególnie odnosił sukcesy w pływaniu i piłce wodnej, w Serie A w 1935, grając na pozycji bramkarza. Po ukończeniu kursu aktorstwa prowadzonego przez Teresę Franchini, występował w mniejszych teatrach.

### Kariera
Podczas treningu pływania został odkryty przez reżysera Mario Soldatiego, który zaproponował mu niewielką rolę w komedii Skandal z Dorą (Dora Nelson, 1939). W następnym roku dostał rolę w melodramacie Romantyczna przygoda (Una romantica avventura, 1940). Występował także w teatrze w Rzymie, m.in. w spektaklach: Czas i rodzina Conway (1945) Johna Boyntona Priestleya i Skamieniały las (1946) Roberta Sherwooda.
Pracował z wieloma z najbardziej prestiżowymi włoskimi reżyserami takimi jak Roberto Rossellini, Giuseppe De Santis, Pietro Germi, Vittorio De Sica, Jean Renoir, Pier Paolo Pasolini, Bernardo Bertolucci, Alberto Lattuada, Luigi Comencini, Luigi Zampa, Ettore Scola, Liliana Cavani, Marco Ferreri, Claude Autant-Lara czy Joseph Losey. Za rolę Davide Veroli w melodramacie Ferzana Özpeteka Okna (La finestra di fronte) nagrodę David podczas 48. ceremonii wręczenia nagród David di Donatello.
Był żonaty z Marcellą, z którą miał syna Alessio i córkę Arabellę. Zmarł 5 stycznia 2003 w Rzymie w wieku 84. lat na atak serca.

## Filmografia
| Rok  | Tytuł                                              | Rola                        | Reżyser                |
| ---- | -------------------------------------------------- | --------------------------- | ---------------------- |
| 1939 | Dora Nelson                                        | Enrico                      | Mario Soldati          |
| 1941 | La corona di ferro                                 | Licinio / Arminio           | Alessandro Blasetti    |
| 1942 | Un pilota ritorna                                  | Gino Rossati                | Roberto Rossellini     |
| 1943 | Opętanie (Ossessione)                              | Gin Costa                   | Luchino Visconti       |
| 1949 | Pod niebem Sycylii (In nome della legge)           | Guido Schiavi               | Pietro Germi           |
| 1950 | Kronika pewnej miłości (Cronaca di un amore)       | Guido                       | Michelangelo Antonioni |
| 1952 | Rzym, godzina 11 (Roma, ore 11)                    | Nando                       | Giuseppe De Santis     |
| 1953 | Grzechy Rzymu (Spartaco)                           | Spartakus                   | Riccardo Freda         |
| 1954 | Zmysły (Senso)                                     | Roberto Ussoni, kuzyn Livii | Luchino Visconti       |
| 1961 | Romolo e Remo                                      | Tytus Tacjusz               | Sergio Corbucci        |
| 1968 | Teoremat (Teorema)                                 | Paolo, ojciec               | Pier Paolo Pasolini    |
| 1969 | Medea                                              | Kreon, król Koryntu         | Pier Paolo Pasolini    |
| 1972 | Ostatnie tango w Paryżu (Le Dernier Tango à Paris) | Marcel                      | Bernardo Bertolucci    |
| 1976 | Niewinne (L'innocente)                             | hrabia Stefano Egano        | Luchino Visconti       |
| 1976 | Pan Klein (Monsieur Klein)                         | Charles                     | Joseph Losey           |
| 1981 | Miłosna pasja (Passione d’amore)                   | pułkownik                   | Ettore Scola           |
| 1983 | Ars amandi - L'arte di amare                       | Ovid                        | Walerian Borowczyk     |
| 1985 | Quo vadis? (miniserial TV)                         | Aulus Plaucjusz             | Franco Rossi           |
| 1994 | Potwór (Il mostro)                                 | zasłużony obywatel          | Roberto Benigni        |
| 2003 | Okna (La finestra di fronte)                       | Davide Veroli               | Ferzan Özpetek         |